# Willi Janßen
Willi Janßen (* 1. September 1947; † 5. Dezember 2019 war ein deutscher Fußballtorwart.

## Karriere
Willi Janßen spielte mit Rot-Weiß Oberhausen von 1971 bis 1972 in der Bundesliga. In seiner zweiten Spielzeit
der Saison 1972/73 kassierte Janßen mit seinem Torwartkollegen Wolfgang Scheid 84 Gegentore und stieg zum Saisonende  als Tabellenletzter ab. Jansen spielte ein weiteres Jahr bei RWO in der Regionalliga, in der Saison absolvierte er vier Spiele.